# Monoblepharis bullata
Monoblepharis bullata är en svampart som beskrevs av Perrott 1955. Monoblepharis bullata ingår i släktet Monoblepharis och familjen Monoblepharidaceae.   Inga underarter finns listade i Catalogue of Life.